# Campeonato de Primera División 1941 (Venezuela)
El Campeonato de Primera Division de Venezuela de fútbol en 1941 fue el XXI del torneo (que entonces era "amateur").

## Historia
El Campeonato fue disputado por seis equipos (Litoral, Dos Caminos Sport Club, Deportivo Español, Unión Sport Club, Loyola Sport Club y Deportivo Venezuela) y fue ganado por el Litoral FC, que entonces se llamaba "Litoral OSP".
Hay que destacar que el primer equipo llamado Litoral de La Guaira fue el "Litoral OSP" (Oficina de Servicios Portuarios), que en 1935 empezó sus actuaciones y ya en 1937 logró ganar la "Copa Venezuela". Sucesivamente ganó también el campeonato amateur del fútbol venezolano en 1941, doblando su suceso en la Copa Venezuela de 1941.  Este campeonato tuvo como subcampeón el Dos Caminos Sport Club.
El Deportivo Español -que era el único equipo de colonia en el torneo- fue el primero inicialmente, pero fue superado por el Litoral y el Dos Caminos en los últimos juegos.
El Litoral tenía como jugadores: portero Delgado; defensas F. García y R. Méndez; medianos Villoria, Taiolli y Morales: atacantes Nurse 1, Negro García, Jorge García, Casco y Carlos Ruiz.
Los jugadores del subcampeón Dos Caminos eran: portero Fermín; defensas M. L. Pérez y Andará; medianos Ochoa, Ardila y M A. Pérez; atacantes Mujica, Spossito, Feo, Febres Cordero y Salas Lozada.
Litoral OSP

Campeón
1.er título